# Черники (Вармінсько-Мазурське воєводство)
Черники (пол. Czerniki, нім. Schwarzstein) — село в Польщі, у гміні Кентшин Кентшинського повіту Вармінсько-Мазурського воєводства.
Населення — 274 особи (2011).

## Демографія
Демографічна структура станом на 31 березня 2011 року:
|          | Загалом | Допрацездатний вік | Працездатний вік | Постпрацездатний вік |
| -------- | ------- | ------------------ | ---------------- | -------------------- |
| Чоловіки | 134     | 32                 | 89               | 13                   |
| Жінки    | 140     | 23                 | 82               | 35                   |
| Разом    | 274     | 55                 | 171              | 48                   |